# Las Vegas Film Critics Society Awards 2004
L'8ª edizione dei Las Vegas Film Critics Society Awards si è tenuta il 3 gennaio 2005, per premiare i migliori film prodotti nel 2004.

## Vincitori e candidati
I vincitori sono indicati in grassetto.
Migliori dieci film
1. The Aviator (The Aviator), regia di Martin Scorsese
2. Se mi lasci ti cancello (Eternal Sunshine of the Spotless Mind), regia di Michel Gondry
3. Sideways - In viaggio con Jack (Sideways), regia di Alexander Payne
4. Neverland - Un sogno per la vita (Finding Neverland), regia di Marc Forster
5. Gli Incredibili - Una "normale" famiglia di supereroi (The Incredibles), regia di Brad Bird
6. Ray (Ray), regia di Taylor Hackford
7. Kinsey (Kinsey), regia di Bill Condon
8. Million Dollar Baby (Million Dollar Baby), regia di Clint Eastwood (Premio Oscar al miglior film)
9. Il segreto di Vera Drake (Vera Drake), regia di Mike Leigh
10. La passione di Cristo (The Passion of the Christ), regia di Mel Gibson

Miglior attore (Best Actor)
- Jamie Foxx - Ray (Ray)

Migliore attrice (Best Actress)
- Kate Winslet - Neverland - Un sogno per la vita (Finding Neverland) e Se mi lasci ti cancello (Eternal Sunshine of the Spotless Mind)

Miglior attore non protagonista (Best Supporting Actor)
- Clive Owen - Closer (Closer)

Migliore attrice non protagonista (Best Supporting Actress)
- Cate Blanchett - The Aviator (The Aviator) e Le avventure acquatiche di Steve Zissou (The Life Aquatic with Steve Zissou)

Miglior regista (Best Director)
- Martin Scorsese - The Aviator (The Aviator)

Migliore sceneggiatura (Best Screenplay)
- Charlie Kaufman - Se mi lasci ti cancello (Eternal Sunshine of the Spotless Mind)

Migliore fotografia (Best Cinematography)
- Robert Richardson - The Aviator (The Aviator)

Miglior scenografia (Best Art Direction)
- Dante Ferretti - The Aviator (The Aviator)

Migliori costumi (Best Costume Design)
- Sandy Powell - The Aviator (The Aviator)

Miglior montaggio (Best Editing)
- Thelma Schoonmaker - The Aviator (The Aviator)

Migliori effetti speciali (Best Visual Effects)
- Sky Captain and the World of Tomorrow (Sky Captain and the World of Tomorrow), regia di Kerry Conran

Miglior canzone (Best Song)
- Old Habits Die Hard, musica e testo di Mike Jagger e David A. Stewart - Alfie (Alfie)

Miglior colonna sonora (Best Score)
- Michael Giacchino - Gli Incredibili - Una "normale" famiglia di supereroi (The Incredibles)

Miglior film documentario (Best Documentary Feature)
- Fahrenheit 9/11 (Fahrenheit 9/11), regia di Michael Moore

Miglior film in lingua straniera (Best Foreign Language Film)
- Ying xiong (Ying xiong), regia di Yimou Zhang

Miglior DVD (Best DVD)
- Mary Poppins (Mary Poppins), regia di Robert Stevenson, per il 40º anniversario della sua edizione

Miglior film per la famiglia (Best Family Film)
- Neverland - Un sogno per la vita (Finding Neverland), regia di Marc Forster

Gioventù nei film (Youth in Film)
- Freddie Highmore - Neverland - Un sogno per la vita (Finding Neverland)

Miglior film d'animazione (Best Animated Film)
- Gli Incredibili - Una "normale" famiglia di supereroi (The Incredibles), regia di Brad Bird

Lifetime Achievement Award
- Julie Andrews